# Campionato LIF 1980
Il Campionato LIF 1980 fu il primo campionato di football americano organizzato dalla Lega Italiana Football americano (LIF), nonché il primo campionato ufficiale disputato in Italia.
Nel 2016, i Lupi Roma sono stati riconosciuti dalla FIDAF come i primi Campioni d'Italia della disciplina.

## Squadre partecipanti
| Club            | Città  |
| --------------- | ------ |
| Diavoli Milano  | Milano |
| Gladiatori Roma | Roma   |
| Lupi Roma       | Roma   |
| Tori Torino     | Torino |

## Regular season
Il campionato fu disputato nello Stadio Vince Lombardi di Castel Giorgio, dal 19 luglio al 21 settembre 1980. La formula prevedeva un semplice girone all'italiana con gare di andata e ritorno tra le quattro partecipanti.

### Girone di andata
| Castel Giorgio 19 luglio 1980 | Lupi Roma | 30 – 0 (8-0 14-0 0-0 8-0) | Diavoli Milano | Stadio Vince Lombardi |
| Angrisani Q1 ( TD ) 1yd run Limone (q) ( tpc ) Limone Q2 ( TD ) 5yd run S. Esposito Q2 ( pat ) Limone Q2 ( TD ) 8yd run S. Esposito Q2 ( pat ) Santaroni Q4 ( TD ) 82yd interception return Limone Q4 ( tpc ) Marcatori |           |                           |                |                       |
| |           |                           |                |                       |
| Angrisani Q1 (TD) 1yd run Limone (q) (tpc) Limone Q2 (TD) 5yd run S. Esposito Q2 (pat) Limone Q2 (TD) 8yd run S. Esposito Q2 (pat) Santaroni Q4 (TD) 82yd interception return Limone Q4 (tpc)                           | Marcatori |                           |                |                       |

| Castel Giorgio 20 luglio 1980 | Gladiatori Roma | 12 – 14 (6-6 0-0 0-0 6-8)                                           | Tori Torino | Stadio Vince Lombardi |
| Davite Q1 ( TD ) 3yd run Delli Poggi Q4 ( TD ) 29yd pass from Marcello Loprencipe Marcatori Militello Q2 ( TD ) 6yd run Cintio Q2 ( TD ) 1yd run Militello Q2 ( tpc ) |                 |                                                                     |             |                       |
| |                 |                                                                     |             |                       |
| Davite Q1 (TD) 3yd run Delli Poggi Q4 (TD) 29yd pass from Marcello Loprencipe                                                                                         | Marcatori       | Militello Q2 (TD) 6yd run Cintio Q2 (TD) 1yd run Militello Q2 (tpc) |             |                       |

| Castel Giorgio 26 luglio 1980 | Tori Torino | 6 – 25 (0-6 0-7 6-0 0-12) | Lupi Roma | Stadio Vince Lombardi |
| Militello Q3 ( TD ) 1yd run Marcatori Di Martino Q1 ( TD ) 6yd run R. Esposito Q2 ( TD ) 8yd run S. Esposito Q2 ( pat ) Orlando Q4 ( TD ) 7 yd run Buscema Q4 ( TD ) 25yd pass from Marco Volterra |             | |           |                       |
| |             | |           |                       |
| Militello Q3 (TD) 1yd run | Marcatori   | Di Martino Q1 (TD) 6yd run R. Esposito Q2 (TD) 8yd run S. Esposito Q2 (pat) Orlando Q4 (TD) 7 yd run Buscema Q4 (TD) 25yd pass from Marco Volterra |           |                       |

| Castel Giorgio 27 luglio 1980 | Diavoli Milano | 0 – 0 (d.t.s.) (0-0 0-0 0-0 0-0 0-0 0-0) | Gladiatori Roma | Stadio Vince Lombardi |

| Castel Giorgio 2 agosto 1980                        | Tori Torino | 6 – 0 (6-0 0-0 0-0 0-0) | Diavoli Milano | Stadio Vince Lombardi |
| Minzolini Q1 ( TD ) 23yd pass from Cintio Marcatori |             |                         |                |                       |
|                                                     |             |                         |                |                       |
| Minzolini Q1 (TD) 23yd pass from Cintio             | Marcatori   |                         |                |                       |

| Castel Giorgio 3 agosto 1980 | Lupi Roma | 12 – 6 (d.t.s.) (0-6 0-0 6-0 0-0 0-0 6-0) | Gladiatori Roma | Stadio Vince Lombardi |
| Buscema Q3 ( TD ) 25yd pass from Marco Volterra Spadavecchia (ot) ( TD ) 7yd run Marcatori Flamini Q1 ( TD ) 8yd pass from Loprencipe |           |                                           |                 |                       |
| |           |                                           |                 |                       |
| Buscema Q3 (TD) 25yd pass from Marco Volterra Spadavecchia (ot) (TD) 7yd run                                                          | Marcatori | Flamini Q1 (TD) 8yd pass from Loprencipe  |                 |                       |

## Classifica finale
| Pos | Squadra         | G | V | P | N | PF | PS | DP  | %    | Risultato         |
| --- | --------------- | - | - | - | - | -- | -- | --- | ---- | ----------------- |
| 1   | Lupi Roma       | 6 | 4 | 2 | 0 | 73 | 52 | +21 | ,667 | Campioni d'Italia |
| 2   | Tori Torino     | 6 | 4 | 2 | 0 | 52 | 64 | −12 | ,667 |                   |
| 3   | Diavoli Milano  | 6 | 3 | 2 | 1 | 87 | 42 | +45 | ,583 |                   |
| 4   | Gladiatori Roma | 6 | 0 | 5 | 1 | 24 | 78 | −54 | ,083 |                   |

1. ↑  Titolo riconosciuto solo nel 2016.[1][2]